# Balatonszőlős
Balatonszőlős è un comune dell'Ungheria di 522 abitanti (dati 2001). È situato nella contea di Veszprém.